# Marco Tardelli
Marco Tardelli (Careggine, 24 settembre 1954) è un ex calciatore e allenatore di calcio italiano, di ruolo difensore o centrocampista.
Cinque volte campione d'Italia con la Juventus, in maglia bianconera ha inoltre vinto tutte e tre le principali competizioni UEFA per club, divenendo uno dei primi tre giocatori (assieme ai suoi compagni di squadra e nazionale Antonio Cabrini e Gaetano Scirea) ad aver conseguito tale record, nonché il primo centrocampista in assoluto.
Campione del mondo con la nazionale italiana nel 1982, è celebre l'esultanza con cui festeggiò la sua rete in finale alla Germania Ovest, rimasta nella memoria collettiva come "l'urlo di Tardelli" e passata alla storia come immagine-simbolo del calcio italiano nonché, a livello mondiale, come una delle maggiori icone sportive di sempre.
Nel 2004 è risultato 37º nell'UEFA Golden Jubilee Poll, un sondaggio online condotto dalla UEFA per celebrare i migliori calciatori d'Europa dei cinquant'anni precedenti.

## Biografia
Nacque in una famiglia operaia, ultimo di quattro fratelli; il padre era un dipendente dell'ANAS. Durante gli anni trascorsi a Pisa, si guadagnava da vivere lavorando come cameriere vicino a piazza dei Miracoli. Ha due figli: Sara, giornalista, avuta dalla prima moglie, e Nicola, modello, nato dalla relazione con la reporter Stella Pende. Dal 2016 è legato alla giornalista Myrta Merlino.

## Caratteristiche tecniche

### Giocatore

Tardelli realizza il gol-partita al 79' della classica tra Italia e al

Tardelli (in primo piano) solleva con i compagni di squadra della Juventus la Coppa Italia 1982-1983

Da sinistra: gli juventini Tardelli, Gaetano Scirea, Francesco Morini e Roberto Tavola festeggiano la vittoria dello scudetto 1983-1984

Di piede destro, da bambino, seguendo e imitando il suo idolo Gigi Riva, che era mancino, diventò ambidestro.
Nelle file del Como venne schierato come terzino sinistro, per poi spostarsi a destra nella Juventus; la sua definitiva affermazione avvenne però nel ruolo di mezzala, su intuizione di Giovanni Trapattoni.
In un'epoca in cui il calcio italiano era conosciuto soprattutto per le sue qualità difensive, spesso legate al catenaccio, Tardelli emerse al contrario come un giocatore grintoso e dotato tecnicamente in mezzo al campo, venendo considerato tra i migliori interpreti al mondo del ruolo nei primi anni 80 del XX secolo.
Venne soprannominato Schizzo per il suo modo caratteristico di giocare.

## Carriera

### Giocatore

#### Club

##### Pisa e Como
Cresciuto calcisticamente nel San Martino, venne scartato ai provini da Bologna, Fiorentina, Milan per via della sua corporatura, prima di essere acquistato dal Pisa per la cifra di settantamila lire. Fece il suo esordio professionistico nel 1972 allo stadio Porta Elisa nel derby toscano contro la Lucchese, squadra della sua provincia natale. Con la società nerazzurra giocò per due anni in Serie C, scendendo in campo 41 volte e segnando 4 gol.
Nel 1974 venne prelevato, su suggerimento di Giancarlo Beltrami, dal Como, società dove trovò come allenatore Pippo Marchioro, con cui instaurò fin da principio un buon rapporto. Mise a referto con i lombardi, in Serie B, 36 partite e 2 gol.

##### Juventus
Dopo un corteggiamento da parte di Fiorentina e soprattutto Inter (col presidente nerazzurro Ivanoe Fraizzoli che aveva già formalizzato un accordo coi comaschi per 700 milioni), nel 1975 venne acquistato dalla Juventus per 950 milioni di lire, voluto fortemente dal presidente bianconero Giampiero Boniperti.

Tardelli in maglia juventina nel campionato 1981-1982

Fu subito schierato dall'allenatore Carlo Parola come terzino, alternandolo al più esperto Luciano Spinosi. Esordì con il club torinese il 27 agosto, nella gara di Coppa Italia tra Juve e Taranto, finita 2-0 per i bianconeri. Inizialmente ebbe delle difficoltà a inserirsi in squadra, ma poi seppe ritagliarsi un ruolo anche nel centrocampo bianconero. Fino al 1985 giocò stabilmente con i piemontesi e sempre come titolare inamovibile, eccezion fatta per la stagione 1979-1980 in cui mise a referto solo 18 presenze a causa di un infortunio.
Disputò l'ultima partita in maglia bianconera il 29 maggio 1985, nella finale di Coppa dei Campioni vinta per 1-0 contro gl'inglesi del Liverpool, partita teatro della strage dell'Heysel. Chiuse la sua esperienza a Torino dopo 259 incontri conditi da 34 centri, nel corso dei quali mise in bacheca cinque campionati, due Coppe Italia, una Coppa dei Campioni, una Coppa delle Coppe e una Coppa UEFA; un palmarès che ne fa uno dei soli nove giocatori, nella storia del calcio, capaci di conquistare le tre competizioni UEFA per club classiche.

##### Inter e San Gallo

Tardelli, all'Inter, festeggia la sua doppietta al nella semifinale di andata della Coppa UEFA 1985-1986

Nell'estate 1985 passò, a causa della sua non soddisfazione per la posizione in campo decisa dal tecnico bianconero Trapattoni, ai rivali dell'Inter, in uno scambio di mercato che coinvolse Aldo Serena: la Juventus pagò 6 miliardi di lire in tutto, valutando Tardelli 3,2 miliardi.
Dopo due stagioni a Milano globalmente al di sotto delle aspettative, in cui spiccò soprattutto la doppietta del 1986 agli spagnoli del Real Madrid nella semifinale d'andata di Coppa UEFA, si svincolò dal club nerazzurro a causa dell'arrivo di Trapattoni sulla panchina interista, con la ripetizione dei contrasti che gli avevano fatto lasciare il club bianconero; quindi nell'estate 1987 si accasò in Svizzera, al San Gallo, vestendo la maglia biancoverde per una stagione prima di porre termine alla sua carriera agonistica.

#### Nazionale
Fece il suo esordio con la maglia dell'Italia il 7 aprile 1976, all'età di ventuno anni, nell'amichevole di Torino contro il Portogallo (3-1). Divenne poi elemento cardine della selezione guidata da Enzo Bearzot, della quale fu titolare al campionato del mondo 1978 in Argentina e al campionato d'Europa 1980 organizzato in Italia; al termine di quest'ultimo, venne inserito nella formazione ideale del torneo.

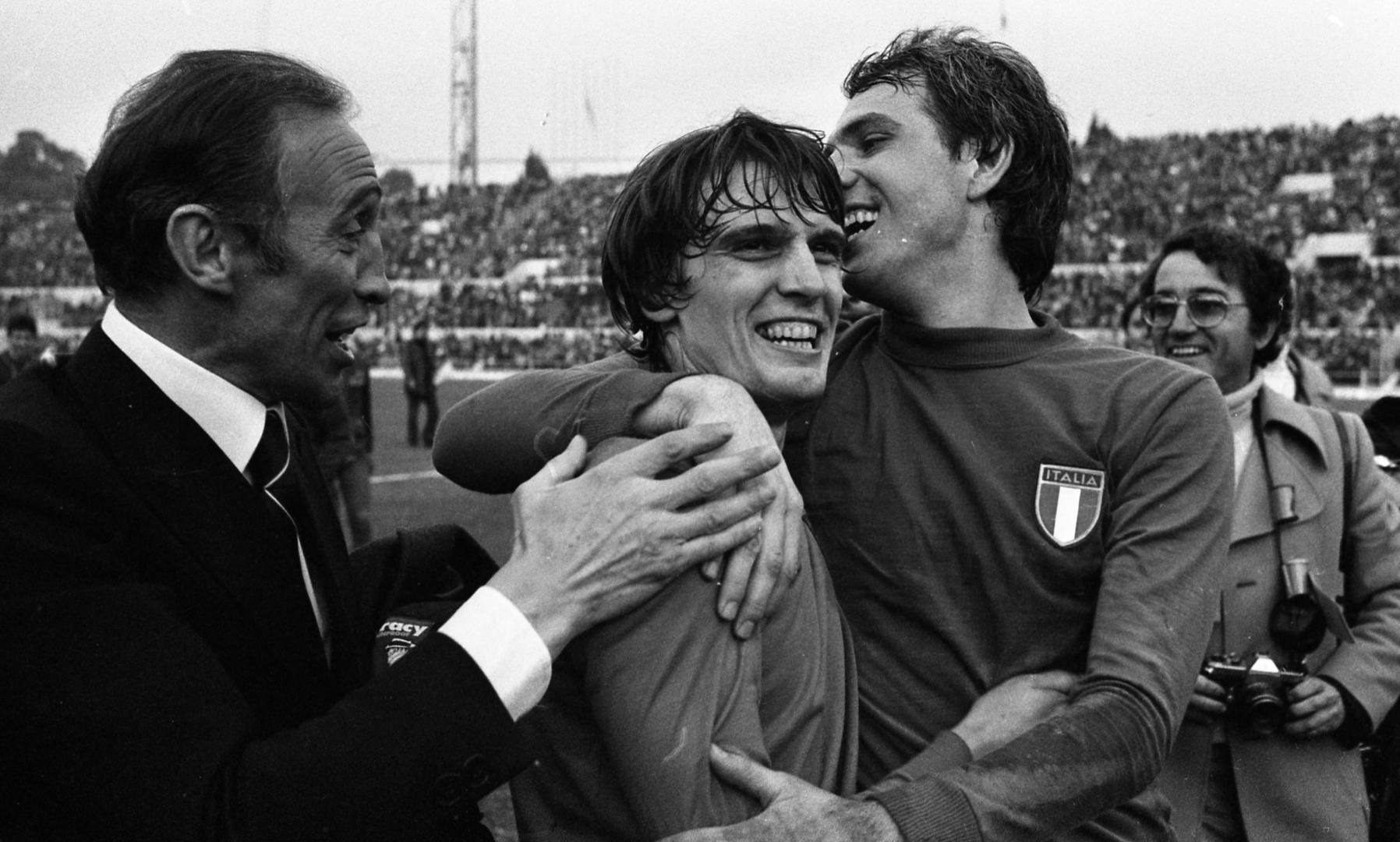
Tardelli in maglia azzurra nel 1976 a Roma, mentre festeggia tra Bettega (a destra) e il commissario tecnico Bearzot (a sinistra) la vittoria sull'Inghilterra nelle qualificazioni al

Soprannominato da Bearzot Coyote, con 7 presenze e 2 gol fu protagonista della vittoria al campionato del mondo 1982 in Spagna. Qui siglò la rete dell'1-0 nella partita poi vinta 2-1 sull'Argentina nonché la celebre rete del 2-0 nella vittoriosa finale 3-1 contro la Germania Ovest, rete che accompagnò con il suo famoso "urlo", correndo a perdifiato verso metà campo, agitando i pugni, con le lacrime che gli rigavano il viso, e urlando a ripetizione «gol!» mentre scuoteva selvaggiamente la testa: «dopo che segnai, tutta la vita mi passò davanti – la stessa sensazione che, si dice, si ha quando stai per morire. La gioia di segnare in una finale di Coppa del Mondo fu immensa, qualcosa che sognavo da bambino, e la mia esultanza fu una sorta di liberazione per aver realizzato quel sogno. Sono nato con quel grido dentro di me, e quello fu l'esatto momento in cui venne fuori»; per ironia della sorte, quel gol – inserito nel 2010 da Goal.com al 2º posto tra le 50 migliori celebrazioni nella storia dei campionati mondiali, e nel 2014 dalla BBC al 4º posto tra i 100 più bei momenti nell'epopea della Coppa del Mondo – rimase il suo ultimo in maglia azzurra.
Dopo il ritiro di Dino Zoff avvenuto nel maggio 1983, ereditò la fascia di capitano, che vestì in 9 occasioni.

Tardelli impegna il portiere jugoslavo Pantelić nel 1980 a Torino, durante le qualificazioni al

Il 25 settembre 1985 giocò la sua ultima partita in nazionale, l'amichevole di Lecce contro la Norvegia (1-2). Fu comunque convocato per il successivo campionato del mondo 1986 in Messico, dove però non venne mai utilizzato nelle quattro gare disputate dagli Azzurri, eliminati agli ottavi di finale.
Con l'Italia ha collezionato in totale 81 presenze e segnato 6 reti.

### Allenatore e dirigente
Dopo il ritiro dalla pratica agonistica iniziò per lui la carriera di allenatore. Il 21 settembre 1989 diviene il responsabile dell'Italia under 16. Il 1º agosto 1990 passò a essere il vice di Cesare Maldini nell'Italia under 21. Il 26 giugno 1993 lasciò il ruolo per diventare allenatore del Como, in Serie C1, ottenendo a fine stagione la promozione in cadetteria dopo i vittoriosi play-off. Il 13 giugno 1995 passò alla guida del Cesena, in Serie B, ruolo da cui venne esonerato il 25 ottobre 1996.

Tardelli (al centro) nel 1994, tecnico del Como, mentre festeggia con la squadra la vittoria nella finale play-off di Serie C1 e la promozione in Serie B

Il 16 dicembre seguente tornò a fare il vice di Cesare Maldini, stavolta per l'Italia. Il 27 aprile 1997 venne annunciato come tecnico dell'Italia under 23 per i Giochi del Mediterraneo di Bari, manifestazione in cui portò gli azzurri, il 25 giugno dello stesso anno, a conquistare la medaglia d'oro. Il 18 dicembre venne quindi nominato commissario tecnico della nazionale Under-21, con la quale vinse nel 2000 il titolo europeo di categoria.
Il 7 ottobre 2000 diventò allenatore dell'Inter, guidando tre giorni dopo l'ultima volta gli azzurrini. Il 19 giugno 2001 venne esonerato dai nerazzurri alla fine di una negativa stagione caratterizzata, fra l'altro, da pesanti tracolli come lo 0-6 nella stracittadina contro il Milan in campionato, e l'1-6 con il Parma in Coppa Italia. Il 29 dicembre 2002 subentra sulla panchina del Bari, in Serie B, conducendo la squadra dal penultimo all'undicesimo posto finale. Confermato anche per la stagione successiva, viene esonerato l'11 novembre 2003.
Il 25 marzo 2004 diventò commissario tecnico dell'Egitto; venne esonerato l'11 ottobre dopo la sconfitta contro la Libia. Il 28 febbraio 2005 diventò allenatore dell'Arezzo, subentrando a Pasquale Marino; Il 21 aprile venne esonerato e sostituito proprio da Marino. Il 14 giugno 2006 entrò nel consiglio di amministrazione della Juventus; il 14 giugno 2007 si dimise, dopo esattamente un anno, a causa di sopraggiunti dissidi con la dirigenza bianconera.

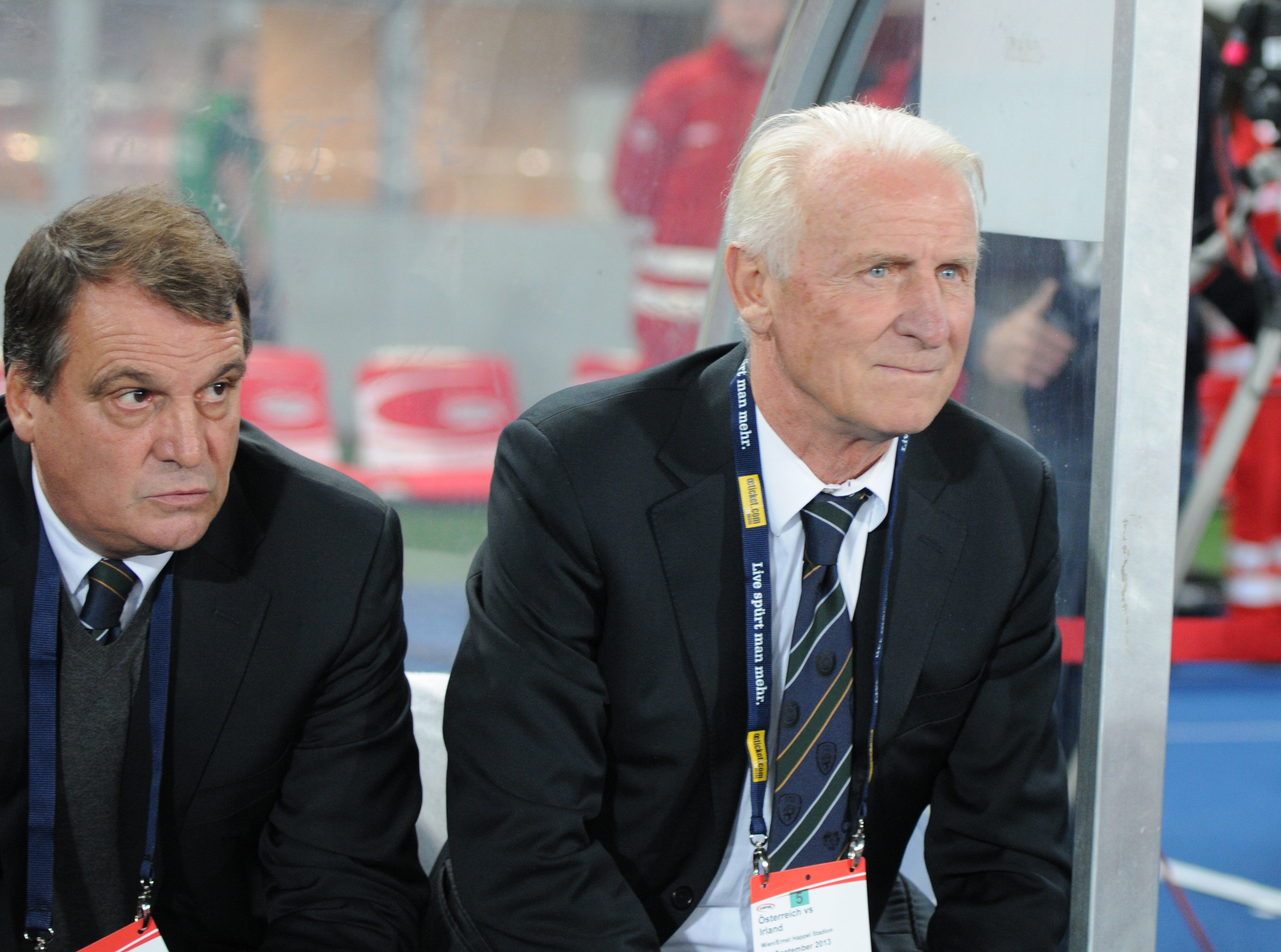
Tardelli nel 2013, sulla panchina dell'Irlanda, come vice di Trapattoni

Il 1º maggio 2008 venne chiamato dal suo ex tecnico della Juventus e dell'Inter Giovanni Trapattoni nel ruolo di vice alla guida dell'Irlanda. L'11 agosto 2011, quando Trapattoni si operò all'addome, Tardelli lo sostituì alla guida dei Boys in Green in occasione dell'amichevole contro l'Argentina. L'11 settembre 2013, con le dimissioni del Trap, lasciò anche lui la nazionale irlandese.

### Dopo il ritiro
Già al termine dell'attività agonistica iniziò a lavorare saltuariamente come opinionista sportivo; nella stagione televisiva 1989-90 fu ospite fisso de La Domenica Sportiva, ruolo poi ripreso dagli anni 2000 quando è opinionista anche in altri programmi di Rai Sport come 90º minuto o gli speciali in occasione di mondiali, europei e partite di coppa, oltreché di Rai Radio 1.
Nel 2016 ha scritto a quattro mani con la figlia Sara l'autobiografia Tutto o niente. La mia storia.
Dal 2023 conduce su Rai 3 il programma L'avversario - L'altra faccia del campione, in cui intervista ex campioni dello sport.

## Statistiche

### Presenze e reti nei club
| Stagione        | Squadra         | Campionato      | Campionato | Campionato | Coppe nazionali | Coppe nazionali | Coppe nazionali | Coppe continentali | Coppe continentali | Coppe continentali | Altre coppe | Altre coppe | Altre coppe | Totale | Totale |
| Stagione        | Squadra         | Comp            | Pres       | Reti       | Comp            | Pres            | Reti            | Comp               | Pres               | Reti               | Comp        | Pres        | Reti        | Pres   | Reti   |
| --------------- | --------------- | --------------- | ---------- | ---------- | --------------- | --------------- | --------------- | ------------------ | ------------------ | ------------------ | ----------- | ----------- | ----------- | ------ | ------ |
| 1972-1973       | Pisa            | C               | 8          | 2          | CI-S            | ?               | ?               | -                  | -                  | -                  | -           | -           | -           | 8+     | 2+     |
| 1973-1974       | Pisa            | C               | 33         | 2          | CI-S            | ?               | ?               | -                  | -                  | -                  | -           | -           | -           | 33+    | 2+     |
| Totale Pisa     | Totale Pisa     | Totale Pisa     | 41         | 4          |                 | ?               | ?               |                    | -                  | -                  |             | -           | -           | 41+    | 4+     |
| 1974-1975       | Como            | B               | 36         | 2          | CI              | 4               | 0               | -                  | -                  | -                  | -           | -           | -           | 40     | 2      |
| 1975-1976       | Juventus        | A               | 26         | 2          | CI              | 4               | 0               | CC                 | 3                  | 0                  | -           | -           | -           | 33     | 2      |
| 1976-1977       | Juventus        | A               | 28         | 4          | CI              | 4               | 1               | CU                 | 12                 | 2                  | -           | -           | -           | 44     | 7      |
| 1977-1978       | Juventus        | A               | 26         | 4          | CI              | 4               | 1               | CC                 | 6                  | 1                  | -           | -           | -           | 36     | 6      |
| 1978-1979       | Juventus        | A               | 29         | 4          | CI              | 9               | 3               | CC                 | 2                  | 0                  | -           | -           | -           | 40     | 7      |
| 1979-1980       | Juventus        | A               | 18         | 4          | CI              | 2               | 0               | CdC                | 7                  | 0                  | -           | -           | -           | 27     | 4      |
| 1980-1981       | Juventus        | A               | 28         | 7          | CI              | 6               | 0               | CU                 | 3                  | 1                  | TC          | 4           | 1           | 41     | 9      |
| 1981-1982       | Juventus        | A               | 22         | 3          | CI              | 4               | 1               | CC                 | 3                  | 0                  | -           | -           | -           | 29     | 4      |
| 1982-1983       | Juventus        | A               | 26         | 5          | CI              | 10              | 1               | CC                 | 8                  | 2                  | -           | -           | -           | 44     | 8      |
| 1983-1984       | Juventus        | A               | 28         | 0          | CI              | 6               | 1               | CdC                | 8                  | 1                  | -           | -           | -           | 42     | 2      |
| 1984-1985       | Juventus        | A               | 28         | 2          | CI              | 6               | 0               | CC                 | 8                  | 1                  | SU          | 1           | 0           | 43     | 3      |
| Totale Juventus | Totale Juventus | Totale Juventus | 259        | 35         |                 | 55              | 8               |                    | 60                 | 8                  |             | 5           | 1           | 379    | 52     |
| 1985-1986       | Inter           | A               | 19         | 2          | CI              | 7               | 2               | CU                 | 8                  | 3                  | TE          | 0           | 0           | 34     | 7      |
| 1986-1987       | Inter           | A               | 24         | 0          | CI              | 7               | 1               | CU                 | 6                  | 0                  | -           | -           | -           | 37     | 1      |
| Totale Inter    | Totale Inter    | Totale Inter    | 43         | 2          |                 | 14              | 3               |                    | 14                 | 3                  |             | 0           | 0           | 71     | 8      |
| 1987-1988       | San Gallo       | A               | 31         | 1          | CS              | 2               | 0               | -                  | -                  | -                  | -           | -           | -           | 33     | 1      |
| Totale carriera | Totale carriera | Totale carriera | 410        | 44         |                 | 75+             | 11+             |                    | 74                 | 11                 |             | 5           | 1           | 564+   | 67+    |

### Cronologia presenze e reti in nazionale
| Cronologia completa delle presenze e delle reti in nazionale ― Italia | Cronologia completa delle presenze e delle reti in nazionale ― Italia | Cronologia completa delle presenze e delle reti in nazionale ― Italia | Cronologia completa delle presenze e delle reti in nazionale ― Italia | Cronologia completa delle presenze e delle reti in nazionale ― Italia | Cronologia completa delle presenze e delle reti in nazionale ― Italia | Cronologia completa delle presenze e delle reti in nazionale ― Italia | Cronologia completa delle presenze e delle reti in nazionale ― Italia |
| Data                                                                  | Città                                                                 | In casa                                                               | Risultato                                                             | Ospiti                                                                | Competizione                                                          | Reti                                                                  | Note                                                                  |
| --------------------------------------------------------------------- | --------------------------------------------------------------------- | --------------------------------------------------------------------- | --------------------------------------------------------------------- | --------------------------------------------------------------------- | --------------------------------------------------------------------- | --------------------------------------------------------------------- | --------------------------------------------------------------------- |
| 7-4-1976                                                              | Torino                                                                | Italia                                                                | 3 – 1                                                                 | Portogallo                                                            | Amichevole                                                            | -                                                                     |                                                                       |
| 23-5-1976                                                             | Washington                                                            | Stati Uniti League XI                                                 | 0 – 4                                                                 | Italia                                                                | Torneo del Bicentenario                                               | -                                                                     |                                                                       |
| 31-5-1976                                                             | New Haven                                                             | Brasile                                                               | 4 – 1                                                                 | Italia                                                                | Torneo del Bicentenario                                               | -                                                                     |                                                                       |
| 5-6-1976                                                              | Milano                                                                | Italia                                                                | 4 – 2                                                                 | Romania                                                               | Amichevole                                                            | -                                                                     |                                                                       |
| 22-9-1976                                                             | Copenaghen                                                            | Danimarca                                                             | 0 – 1                                                                 | Italia                                                                | Amichevole                                                            | -                                                                     |                                                                       |
| 25-9-1976                                                             | Roma                                                                  | Italia                                                                | 3 – 0                                                                 | Jugoslavia                                                            | Amichevole                                                            | -                                                                     |                                                                       |
| 16-10-1976                                                            | Lussemburgo                                                           | Lussemburgo                                                           | 1 – 4                                                                 | Italia                                                                | Qual. Mondiali 1978                                                   | -                                                                     |                                                                       |
| 17-11-1976                                                            | Roma                                                                  | Italia                                                                | 2 – 0                                                                 | Inghilterra                                                           | Qual. Mondiali 1978                                                   | -                                                                     |                                                                       |
| 22-12-1976                                                            | Lisbona                                                               | Portogallo                                                            | 2 – 1                                                                 | Italia                                                                | Amichevole                                                            | -                                                                     |                                                                       |
| 26-1-1977                                                             | Roma                                                                  | Italia                                                                | 2 – 1                                                                 | Belgio                                                                | Amichevole                                                            | -                                                                     |                                                                       |
| 8-6-1977                                                              | Helsinki                                                              | Finlandia                                                             | 0 – 3                                                                 | Italia                                                                | Qual. Mondiali 1978                                                   | -                                                                     |                                                                       |
| 8-10-1977                                                             | Berlino Ovest                                                         | Germania Ovest                                                        | 2 – 1                                                                 | Italia                                                                | Amichevole                                                            | -                                                                     |                                                                       |
| 15-10-1977                                                            | Torino                                                                | Italia                                                                | 6 – 1                                                                 | Finlandia                                                             | Qual. Mondiali 1978                                                   | -                                                                     |                                                                       |
| 16-11-1977                                                            | Londra                                                                | Inghilterra                                                           | 2 – 0                                                                 | Italia                                                                | Qual. Mondiali 1978                                                   | -                                                                     |                                                                       |
| 3-12-1977                                                             | Roma                                                                  | Italia                                                                | 3 – 0                                                                 | Lussemburgo                                                           | Qual. Mondiali 1978                                                   | -                                                                     | 46’                                                                   |
| 21-12-1977                                                            | Liegi                                                                 | Belgio                                                                | 0 – 1                                                                 | Italia                                                                | Amichevole                                                            | -                                                                     |                                                                       |
| 25-1-1978                                                             | Madrid                                                                | Spagna                                                                | 2 – 1                                                                 | Italia                                                                | Amichevole                                                            | 1                                                                     |                                                                       |
| 8-2-1978                                                              | Napoli                                                                | Italia                                                                | 2 – 2                                                                 | Francia                                                               | Amichevole                                                            | -                                                                     |                                                                       |
| 18-5-1978                                                             | Roma                                                                  | Italia                                                                | 0 – 0                                                                 | Jugoslavia                                                            | Amichevole                                                            | -                                                                     |                                                                       |
| 2-6-1978                                                              | Mar del Plata                                                         | Italia                                                                | 2 – 1                                                                 | Francia                                                               | Mondiali 1978 - 1º turno                                              | -                                                                     |                                                                       |
| 6-6-1978                                                              | Mar del Plata                                                         | Italia                                                                | 3 – 1                                                                 | Ungheria                                                              | Mondiali 1978 - 1º turno                                              | -                                                                     |                                                                       |
| 10-6-1978                                                             | Buenos Aires                                                          | Italia                                                                | 1 – 0                                                                 | Argentina                                                             | Mondiali 1978 - 1º turno                                              | -                                                                     |                                                                       |
| 14-6-1978                                                             | Buenos Aires                                                          | Germania Ovest                                                        | 0 – 0                                                                 | Italia                                                                | Mondiali 1978 - 2º turno                                              | -                                                                     |                                                                       |
| 18-6-1978                                                             | Buenos Aires                                                          | Italia                                                                | 1 – 0                                                                 | Austria                                                               | Mondiali 1978 - 2º turno                                              | -                                                                     |                                                                       |
| 21-6-1978                                                             | Buenos Aires                                                          | Paesi Bassi                                                           | 2 – 1                                                                 | Italia                                                                | Mondiali 1978 - 2º turno                                              | -                                                                     |                                                                       |
| 20-9-1978                                                             | Torino                                                                | Italia                                                                | 1 – 0                                                                 | Bulgaria                                                              | Amichevole                                                            | -                                                                     |                                                                       |
| 23-9-1978                                                             | Firenze                                                               | Italia                                                                | 1 – 0                                                                 | Turchia                                                               | Amichevole                                                            | -                                                                     | 46’                                                                   |
| 8-11-1978                                                             | Bratislava                                                            | Cecoslovacchia                                                        | 3 – 0                                                                 | Italia                                                                | Amichevole                                                            | -                                                                     | 72’                                                                   |
| 21-12-1978                                                            | Roma                                                                  | Italia                                                                | 1 – 0                                                                 | Spagna                                                                | Amichevole                                                            | -                                                                     |                                                                       |
| 24-2-1979                                                             | Milano                                                                | Italia                                                                | 3 – 0                                                                 | Paesi Bassi                                                           | Amichevole                                                            | 1                                                                     | 74’                                                                   |
| 26-5-1979                                                             | Roma                                                                  | Italia                                                                | 2 – 2                                                                 | Argentina                                                             | Amichevole                                                            | -                                                                     |                                                                       |
| 26-9-1979                                                             | Firenze                                                               | Italia                                                                | 1 – 0                                                                 | Svezia                                                                | Amichevole                                                            | -                                                                     |                                                                       |
| 17-11-1979                                                            | Udine                                                                 | Italia                                                                | 2 – 0                                                                 | Svizzera                                                              | Amichevole                                                            | 1                                                                     |                                                                       |
| 16-2-1980                                                             | Napoli                                                                | Italia                                                                | 2 – 1                                                                 | Romania                                                               | Amichevole                                                            | -                                                                     | 79’                                                                   |
| 15-3-1980                                                             | Milano                                                                | Italia                                                                | 1 – 0                                                                 | Uruguay                                                               | Amichevole                                                            | -                                                                     |                                                                       |
| 19-4-1980                                                             | Torino                                                                | Italia                                                                | 2 – 2                                                                 | Polonia                                                               | Amichevole                                                            | -                                                                     |                                                                       |
| 12-6-1980                                                             | Milano                                                                | Italia                                                                | 0 – 0                                                                 | Spagna                                                                | Euro 1980 - 1º turno                                                  | -                                                                     |                                                                       |
| 15-6-1980                                                             | Torino                                                                | Italia                                                                | 1 – 0                                                                 | Inghilterra                                                           | Euro 1980 - 1º turno                                                  | 1                                                                     |                                                                       |
| 18-6-1980                                                             | Roma                                                                  | Italia                                                                | 0 – 0                                                                 | Belgio                                                                | Euro 1980 - 1º turno                                                  | -                                                                     |                                                                       |
| 21-6-1980                                                             | Napoli                                                                | Cecoslovacchia                                                        | 1 – 1 dts (9 – 8 dtr)                                                 | Italia                                                                | Euro 1980 - Finale 3º-4º posto                                        | -                                                                     | 4º posto                                                              |
| 24-9-1980                                                             | Genova                                                                | Italia                                                                | 3 – 1                                                                 | Portogallo                                                            | Amichevole                                                            | -                                                                     |                                                                       |
| 11-10-1980                                                            | Lussemburgo                                                           | Lussemburgo                                                           | 0 – 2                                                                 | Italia                                                                | Qual. Mondiali 1982                                                   | -                                                                     | 46’                                                                   |
| 1-11-1980                                                             | Roma                                                                  | Italia                                                                | 2 – 0                                                                 | Danimarca                                                             | Qual. Mondiali 1982                                                   | -                                                                     |                                                                       |
| 15-11-1980                                                            | Torino                                                                | Italia                                                                | 2 – 0                                                                 | Jugoslavia                                                            | Qual. Mondiali 1982                                                   | -                                                                     |                                                                       |
| 6-12-1980                                                             | Atene                                                                 | Grecia                                                                | 0 – 2                                                                 | Italia                                                                | Qual. Mondiali 1982                                                   | -                                                                     |                                                                       |
| 3-1-1981                                                              | Montevideo                                                            | Uruguay                                                               | 2 – 0                                                                 | Italia                                                                | Mundialito - 1º turno                                                 | -                                                                     | 88’                                                                   |
| 25-2-1981                                                             | Roma                                                                  | Italia                                                                | 0 – 3                                                                 | Europa                                                                | Amichevole                                                            | -                                                                     |                                                                       |
| 19-4-1981                                                             | Udine                                                                 | Italia                                                                | 0 – 0                                                                 | Germania Est                                                          | Amichevole                                                            | -                                                                     |                                                                       |
| 3-6-1981                                                              | Copenaghen                                                            | Danimarca                                                             | 3 – 1                                                                 | Italia                                                                | Qual. Mondiali 1982                                                   | -                                                                     |                                                                       |
| 23-9-1981                                                             | Bologna                                                               | Italia                                                                | 3 – 2                                                                 | Bulgaria                                                              | Amichevole                                                            | -                                                                     | 79’                                                                   |
| 17-10-1981                                                            | Belgrado                                                              | Jugoslavia                                                            | 1 – 1                                                                 | Italia                                                                | Qual. Mondiali 1982                                                   | -                                                                     |                                                                       |
| 5-12-1981                                                             | Napoli                                                                | Italia                                                                | 1 – 0                                                                 | Lussemburgo                                                           | Qual. Euro 1984                                                       | -                                                                     |                                                                       |
| 23-2-1982                                                             | Parigi                                                                | Francia                                                               | 2 – 0                                                                 | Italia                                                                | Amichevole                                                            | -                                                                     |                                                                       |
| 14-4-1982                                                             | Lipsia                                                                | Germania Est                                                          | 1 – 0                                                                 | Italia                                                                | Amichevole                                                            | -                                                                     |                                                                       |
| 28-5-1982                                                             | Ginevra                                                               | Svizzera                                                              | 1 – 1                                                                 | Italia                                                                | Amichevole                                                            | -                                                                     |                                                                       |
| 14-6-1982                                                             | Vigo                                                                  | Italia                                                                | 0 – 0                                                                 | Polonia                                                               | Mondiali 1982 - 1º turno                                              | -                                                                     |                                                                       |
| 18-6-1982                                                             | Vigo                                                                  | Italia                                                                | 1 – 1                                                                 | Perù                                                                  | Mondiali 1982 - 1º turno                                              | -                                                                     |                                                                       |
| 23-6-1982                                                             | Vigo                                                                  | Italia                                                                | 1 – 1                                                                 | Camerun                                                               | Mondiali 1982 - 1º turno                                              | -                                                                     |                                                                       |
| 29-6-1982                                                             | Barcellona                                                            | Italia                                                                | 2 – 1                                                                 | Argentina                                                             | Mondiali 1982 - 2º turno                                              | 1                                                                     |                                                                       |
| 5-7-1982                                                              | Barcellona                                                            | Italia                                                                | 3 – 2                                                                 | Brasile                                                               | Mondiali 1982 - 2º turno                                              | -                                                                     | 75’                                                                   |
| 8-7-1982                                                              | Barcellona                                                            | Italia                                                                | 2 – 0                                                                 | Polonia                                                               | Mondiali 1982 - Semifinale                                            | -                                                                     |                                                                       |
| 11-7-1982                                                             | Madrid                                                                | Italia                                                                | 3 – 1                                                                 | Germania Ovest                                                        | Mondiali 1982 - Finale                                                | 1                                                                     | 3º titolo mondiale                                                    |
| 27-10-1982                                                            | Roma                                                                  | Italia                                                                | 0 – 1                                                                 | Svizzera                                                              | Amichevole                                                            | -                                                                     | 46’                                                                   |
| 13-11-1982                                                            | Milano                                                                | Italia                                                                | 2 – 2                                                                 | Cecoslovacchia                                                        | Qual. Euro 1984                                                       | -                                                                     | 77’                                                                   |
| 4-12-1982                                                             | Firenze                                                               | Italia                                                                | 0 – 0                                                                 | Romania                                                               | Qual. Euro 1984                                                       | -                                                                     |                                                                       |
| 12-2-1983                                                             | Limassol                                                              | Cipro                                                                 | 1 – 1                                                                 | Italia                                                                | Qual. Euro 1984                                                       | -                                                                     |                                                                       |
| 16-4-1983                                                             | Bucarest                                                              | Romania                                                               | 1 – 0                                                                 | Italia                                                                | Qual. Euro 1984                                                       | -                                                                     |                                                                       |
| 29-5-1983                                                             | Göteborg                                                              | Svezia                                                                | 2 – 0                                                                 | Italia                                                                | Qual. Euro 1984                                                       | -                                                                     |                                                                       |
| 16-11-1983                                                            | Praga                                                                 | Cecoslovacchia                                                        | 2 – 0                                                                 | Italia                                                                | Qual. Euro 1984                                                       | -                                                                     | Cap.                                                                  |
| 4-2-1984                                                              | Roma                                                                  | Italia                                                                | 5 – 0                                                                 | Messico                                                               | Amichevole                                                            | -                                                                     | 62’                                                                   |
| 7-4-1984                                                              | Verona                                                                | Italia                                                                | 1 – 1                                                                 | Cecoslovacchia                                                        | Amichevole                                                            | -                                                                     | Cap. 70’                                                              |
| 22-5-1984                                                             | Zurigo                                                                | Germania Ovest                                                        | 1 – 0                                                                 | Italia                                                                | Amichevole                                                            | -                                                                     | Cap. 71’                                                              |
| 30-5-1984                                                             | New York                                                              | Stati Uniti                                                           | 0 – 0                                                                 | Italia                                                                | Amichevole                                                            | -                                                                     | Cap.                                                                  |
| 26-9-1984                                                             | Milano                                                                | Italia                                                                | 1 – 0                                                                 | Svezia                                                                | Amichevole                                                            | -                                                                     | 62’                                                                   |
| 8-12-1984                                                             | Pescara                                                               | Italia                                                                | 2 – 0                                                                 | Polonia                                                               | Amichevole                                                            | -                                                                     | Cap.                                                                  |
| 5-2-1985                                                              | Dublino                                                               | Irlanda                                                               | 1 – 2                                                                 | Italia                                                                | Amichevole                                                            | -                                                                     | Cap.                                                                  |
| 13-3-1985                                                             | Atene                                                                 | Grecia                                                                | 0 – 0                                                                 | Italia                                                                | Amichevole                                                            | -                                                                     | Cap. 80’                                                              |
| 3-4-1985                                                              | Ascoli Piceno                                                         | Italia                                                                | 2 – 0                                                                 | Portogallo                                                            | Amichevole                                                            | -                                                                     | Cap.                                                                  |
| 2-6-1985                                                              | Città del Messico                                                     | Messico                                                               | 1 – 1                                                                 | Italia                                                                | Amichevole                                                            | -                                                                     | 88’                                                                   |
| 6-6-1985                                                              | Città del Messico                                                     | Italia                                                                | 2 – 1                                                                 | Inghilterra                                                           | Amichevole                                                            | -                                                                     | 84’                                                                   |
| 25-9-1985                                                             | Lecce                                                                 | Italia                                                                | 1 – 2                                                                 | Norvegia                                                              | Amichevole                                                            | -                                                                     | Cap. 46’                                                              |
| Totale                                                                |                                                                       | Presenze (12º posto)                                                  | 81                                                                    |                                                                       | Reti                                                                  | 6                                                                     |                                                                       |

### Statistiche da allenatore

#### Club
| Stagione        | Squadra         | Campionato      | Campionato | Campionato | Campionato | Campionato | Coppe nazionali | Coppe nazionali | Coppe nazionali | Coppe nazionali | Coppe nazionali | Coppe continentali | Coppe continentali | Coppe continentali | Coppe continentali | Coppe continentali | Altre coppe | Altre coppe | Altre coppe | Altre coppe | Altre coppe | Totale | Totale | Totale | Totale | % Vittorie | Piazzamento |
| Stagione        | Squadra         | Comp            | G          | V          | N          | P          | Comp            | G               | V               | N               | P               | Comp               | G                  | V                  | N                  | P                  | Comp        | G           | V           | N           | P           | G      | V      | N      | P      | %          | Piazzamento |
| --------------- | --------------- | --------------- | ---------- | ---------- | ---------- | ---------- | --------------- | --------------- | --------------- | --------------- | --------------- | ------------------ | ------------------ | ------------------ | ------------------ | ------------------ | ----------- | ----------- | ----------- | ----------- | ----------- | ------ | ------ | ------ | ------ | ---------- | ----------- |
| 1993-1994       | Como            | C1              | 34+3       | 13+2       | 12+1       | 9+0        | CI+CI-C         | 1+6             | 0+3             | 0+2             | 1+1             | -                  | -                  | -                  | -                  | -                  | -           | -           | -           | -           | -           | 44     | 18     | 15     | 11     | 40,91      | 5º (prom.)  |
| 1994-1995       | Como            | B               | 38         | 7          | 12         | 19         | CI              | 3               | 1               | 0               | 2               | -                  | -                  | -                  | -                  | -                  | -           | -           | -           | -           | -           | 41     | 8      | 12     | 21     | 19,51      | 19º (retr.) |
| Totale Como     | Totale Como     | Totale Como     | 72+3       | 20+2       | 24+1       | 28+0       |                 | 10              | 4               | 2               | 4               |                    | -                  | -                  | -                  | -                  |             | -           | -           | -           | -           | 85     | 26     | 27     | 32     | 30,59      |             |
| 1995-1996       | Cesena          | B               | 38         | 13         | 10         | 15         | CI              | 1               | 0               | 0               | 1               | -                  | -                  | -                  | -                  | -                  | CAI         | 7           | 1           | 3           | 3           | 46     | 14     | 13     | 19     | 30,43      | 10º         |
| lug.-ott. 1996  | Cesena          | B               | 8          | 1          | 4          | 3          | CI              | 3               | 2               | 0               | 1               | -                  | -                  | -                  | -                  | -                  | -           | -           | -           | -           | -           | 11     | 3      | 4      | 4      | 27,27      | Eson.       |
| Totale Cesena   | Totale Cesena   | Totale Cesena   | 46         | 14         | 14         | 18         |                 | 4               | 2               | 0               | 2               |                    | -                  | -                  | -                  | -                  |             | 7           | 1           | 3           | 3           | 57     | 17     | 17     | 23     | 29,82      |             |
| ott. 2000-2001  | Inter           | A               | 33         | 14         | 9          | 10         | CI              | 2               | 0               | 1               | 1               | CU                 | 6                  | 1                  | 4                  | 1                  | SI          | -           | -           | -           | -           | 41     | 15     | 14     | 12     | 36,59      | Sub., 5°    |
| dic. 2002-2003  | Bari            | B               | 22         | 8          | 10         | 4          | CI              | 2               | 0               | 1               | 1               | -                  | -                  | -                  | -                  | -                  | -           | -           | -           | -           | -           | 24     | 8      | 11     | 5      | 33,33      | Sub., 11°   |
| ago.-nov. 2003  | Bari            | B               | 13         | 2          | 4          | 7          | CI              | 2               | 1               | 0               | 1               | -                  | -                  | -                  | -                  | -                  | -           | -           | -           | -           | -           | 15     | 3      | 4      | 8      | 20,00      | Eson.       |
| Totale Bari     | Totale Bari     | Totale Bari     | 35         | 10         | 14         | 11         |                 | 4               | 1               | 1               | 2               |                    | -                  | -                  | -                  | -                  |             | -           | -           | -           | -           | 39     | 11     | 15     | 13     | 28,21      |             |
| mar.-apr. 2005  | Arezzo          | B               | 6          | 2          | 1          | 3          | CI              | -               | -               | -               | -               | -                  | -                  | -                  | -                  | -                  | -           | -           | -           | -           | -           | 6      | 2      | 1      | 3      | 33,33      | Sub., Eson. |
| Totale carriera | Totale carriera | Totale carriera | 195        | 62         | 63         | 70         |                 | 20              | 7               | 4               | 9               |                    | 6                  | 1                  | 4                  | 1                  |             | 7           | 1           | 3           | 3           | 226    | 70     | 74     | 82     | 30,97      |             |

#### Nazionale
| Squadra         | Naz               | dal               | al                | Record | Record | Record | Record     | Record | Record | Record | Record |
| G               | V                 | N                 | P                 | GF     | GS     | DR     | % Vittorie |        |        |        |        |
| --------------- | ----------------- | ----------------- | ----------------- | ------ | ------ | ------ | ---------- | ------ | ------ | ------ | ------ |
| Italia U-21     | Italia (bandiera) | 18 dicembre 1997  | 10 ottobre 2000   | 27     | 19     | 6      | 2          | 52     | 21     | +31    | 70,37  |
| Italia Olimpica | Italia (bandiera) | 1º settembre 2000 | 30 settembre 2000 | 4      | 2      | 1      | 1          | 5      | 3      | +2     | 50,00  |
| Egitto          | Egitto (bandiera) | 25 marzo 2004     | 11 ottobre 2004   | 8      | 5      | 1      | 2          | 17     | 10     | +7     | 62,50  |
| Totale          | Totale            | Totale            | Totale            | 39     | 26     | 8      | 5          | 74     | 34     | +40    | 66,67  |

## Palmarès

### Giocatore

#### Club

##### Competizioni nazionali
- Campionato italiano: 5

Juventus: 1976-1977, 1977-1978, 1980-1981, 1981-1982, 1983-1984
- Coppa Italia: 2

Juventus: 1978-1979, 1982-1983

##### Competizioni internazionali
- Coppa UEFA: 1

Juventus: 1976-1977
- Coppa delle Coppe: 1

Juventus: 1983-1984
- Supercoppa UEFA: 1

Juventus: 1984
- Coppa dei Campioni: 1

Juventus: 1984-1985

#### Nazionale
- Campionato mondiale: 1

Spagna 1982

#### Individuale
- Europei Top 11: 1

Italia 1980
- Inserito nella Hall of Fame del calcio italiano nella categoria Veterano italiano

2015
- Candidato al Dream Team del Pallone d'oro (2020)

### Allenatore

#### Nazionale
- Giochi del Mediterraneo: 1

Italia U-23: Bari 1997
- Campionato d'Europa Under-21: 1

Italia U-21: Slovacchia 2000

#### Individuale
- Premio speciale del Settore Tecnico della FIGC: 1

1999

## Opere
- Tutto o niente. La mia storia, con Sara Tardelli, Milano, Mondadori, 2016, ISBN 978-88-04-66138-2.